# I'm Too Sexy
I'm Too Sexy è una novelty song del gruppo britannico Right Said Fred. Il singolo raggiunse la vetta della Billboard Hot 100 nei primi mesi del 1992, dopo essere rimasta per sei settimane al numero uno nel Regno Unito l'anno precedente.

## Canzone
I'm Too Sexy è cantata dalla prospettiva di un fotomodello, compiaciuto del proprio aspetto, al punto di dichiararsi per l'intera durata del brano "troppo sexy" (too sexy) per numerose cose. La parte strumentale del brano è basata sul riff di chitarra di Third Stone from the Sun di Jimi Hendrix.
Una nuova versione del brano intitolata I'm Too Sexy 2007, prodotta dai Tastemakers, è stata pubblicata nell'aprile 2007. Oltre ad essere una produzione aggiornata del vecchio brano, la nuova versione si differenzia perché non viene più utilizzata Third Stone From The Sun nella parte strumentale. È stato anche distribuito un nuovo video per il brano, insieme ad un'altra versione in cui la nuova canzone è utilizzata sul video della versione del 1991. La canzone rientra anche nella colonna sonora dei film di Shrek.
La canzone originale fu votata alla posizione numero 49 della classifica delle "50 canzoni più brutte" stilata dalla rivista Blender.
Negli Stati Uniti i Right Said Fred sono considerati un caso di one-hit wonder, dato che I'm Too Sexy fu l'unico loro brano ad entrare in classifica. Tuttavia il gruppo ha avuto grande successo in Regno Unito, Germania e Giappone.
Nel 2017 il ritornello della canzone è stato ripreso nel singolo Look What You Made Me Do di Taylor Swift.

## Tracce
Singolo UK
1. I'm Too Sexy
2. I'm Too Sexy (Instrumental)

Singolo USA
1. I'm Too Sexy [7" Version]
2. I'm Too Sexy [Extended Club Mix]
3. I'm Too Sexy [Betty's Mix]
4. I'm Too Sexy [Instrumental]
5. I'm Too Sexy [Catwalk Mix]
6. I'm Too Sexy [Tushapella]
7. I'm Too Sexy [Spanish Version]

## Classifiche
| Classifica (1991)      | Posizione più alta |
| ---------------------- | ------------------ |
| Svizzera               | 1                  |
| Svezia                 | 8                  |
| Norvegia               | 2                  |
| Australia              | 1                  |
| UK                     | 2                  |
| U.S. Billboard Hot 100 | 1                  |